# Team Sky 2017
Questa voce raccoglie le informazioni riguardanti la squadra ciclistica Team Sky nelle competizioni ufficiali della stagione 2017.

## Organico

### Staff tecnico
|  | Naz.                   | Ruolo | Sportivo         |  |  |  |
|  | ---------------------- | ----- | ---------------- |  |  |  |
|  | Regno Unito (bandiera) | GM    | David Brailsford |  |  |  |
|  | Francia (bandiera)     | DS    | Nicolas Portal   |  |  |  |
|  | Italia (bandiera)      | DS    | Dario Cioni      |  |  |  |
|  | Danimarca (bandiera)   | DS    | Carsten Jeppesen |  |  |  |
|  | Paesi Bassi (bandiera) | DS    | Servais Knaven   |  |  |  |
|  | Australia (bandiera)   | DS    | Brett Lancaster  |  |  |  |
|  | Norvegia (bandiera)    | DS    | Gabriel Rasch    |  |  |  |

### Rosa
|  | Naz.                     |  | Sportivo           | Anno |  |  |
|  | ------------------------ |  | ------------------ | ---- |  |  |
|  | Stati Uniti (bandiera)   |  | Ian Boswell        | 1991 |  |  |
|  | Irlanda (bandiera)       |  | Philippe Deignan   | 1983 |  |  |
|  | Gran Bretagna (bandiera) |  | Jonathan Dibben    | 1994 |  |  |
|  | Gran Bretagna (bandiera) |  | Owain Doull        | 1993 |  |  |
|  | Francia (bandiera)       |  | Kenny Elissonde    | 1991 |  |  |
|  | Gran Bretagna (bandiera) |  | Chris Froome       | 1985 |  |  |
|  | Gran Bretagna (bandiera) |  | Tao Geoghegan Hart | 1995 |  |  |
|  | Polonia (bandiera)       |  | Michał Gołaś       | 1984 |  |  |
|  | Colombia (bandiera)      |  | Sebastián Henao    | 1993 |  |  |
|  | Colombia (bandiera)      |  | Sergio Henao       | 1987 |  |  |
|  | Spagna (bandiera)        |  | Beñat Intxausti    | 1986 |  |  |
|  | Gran Bretagna (bandiera) |  | Peter Kennaugh     | 1989 |  |  |
|  | Bielorussia (bandiera)   |  | Vasil' Kiryenka    | 1981 |  |  |
|  | Germania (bandiera)      |  | Christian Knees    | 1981 |  |  |
|  | Polonia (bandiera)       |  | Michał Kwiatkowski | 1990 |  |  |
|  | Spagna (bandiera)        |  | Mikel Landa        | 1989 |  |  |
|  | Spagna (bandiera)        |  | David López García | 1981 |  |  |
|  | Italia (bandiera)        |  | Gianni Moscon      | 1994 |  |  |
|  | Spagna (bandiera)        |  | Mikel Nieve        | 1984 |  |  |
|  | Gran Bretagna (bandiera) |  | Alex Peters        | 1994 |  |  |
|  | Paesi Bassi (bandiera)   |  | Wout Poels         | 1987 |  |  |
|  | Paesi Bassi (bandiera)   |  | Danny van Poppel   | 1993 |  |  |
|  | Italia (bandiera)        |  | Salvatore Puccio   | 1989 |  |  |
|  | Italia (bandiera)        |  | Diego Rosa         | 1989 |  |  |
|  | Gran Bretagna (bandiera) |  | Luke Rowe          | 1990 |  |  |
|  | Gran Bretagna (bandiera) |  | Ian Stannard       | 1987 |  |  |
|  | Gran Bretagna (bandiera) |  | Geraint Thomas     | 1986 |  |  |
|  | Italia (bandiera)        |  | Elia Viviani       | 1989 |  |  |
|  | Polonia (bandiera)       |  | Łukasz Wiśniowski  | 1991 |  |  |

## Palmarès

### Corse a tappe
World Tour
- Tirreno-Adriatico

2ª tappa (Geraint Thomas)
- Parigi-Nizza

Classifica generale (Sergio Henao)
- Tour de Romandie

3ª tappa (Elia Viviani)
- Tour of California

6ª tappa (Jonathan Dibben)
- Giro d'Italia

19ª tappa (Mikel Landa)
- Critérium du Dauphiné

7ª tappa (Peter Kennaugh)
- Tour de France

1ª tappa (Geraint Thomas)
Classifica generale (Chris Froome)
- Tour de Pologne

5ª tappa (Danny van Poppel)
7ª tappa (Wout Poels)
- Vuelta a España

9ª tappa (Chris Froome)
16ª tappa (Chris Froome)
Classifica generale (Chris Froome)
Continental
- Herald Sun Tour

Prologo (Danny van Poppel)
2ª tappa (Luke Rowe)
4ª tappa (Ian Stannard)
- Tour of the Alps

3ª tappa (Geraint Thomas)
Classifica generale (Geraint Thomas)
- Route du Sud

2ª tappa (Elia Viviani)
- Vuelta a Burgos

1ª tappa (Mikel Landa)
3ª tappa (Mikel Landa)
Classifica generale (Mikel Landa)
- Tour du Poitou-Charentes

1ª tappa (Elia Viviani)
3ª tappa (Elia Viviani)
- Tour of Britain

2ª tappa (Elia Viviani)

### Corse in linea
World Tour
- Strade Bianche (Michal Kwiatkowski)
- Milano-Sanremo (Michal Kwiatkowski)
- Clásica San Sebastián (Michal Kwiatkowski)
- EuroEyes Cyclassics (Elia Viviani)
- Bretagne Classic Ouest-France (Elia Viviani)

### Campionati nazionali
- Campionati colombiani

In linea (Sergio Henao)
- Campionati polacchi

Cronometro (Michał Kwiatkowski)
- Campionati italiani

Cronometro (Gianni Moscon)

## Classifiche UCI

### Calendario mondiale UCI
Individuale
Piazzamenti dei corridori del Team Sky nella classifica individuale dell'UCI World Tour 2017.
| Pos. | Ciclista           | Punti |
| ---- | ------------------ | ----- |
| 2    | Chris Froome       | 3 582 |
| 6    | Michał Kwiatkowski | 2 171 |
| 25   | Sergio Henao       | 1 266 |
| 28   | Mikel Landa        | 1 170 |
| 35   | Elia Viviani       | 1 131 |
| 46   | Wout Poels         | 797   |
| 58   | Gianni Moscon      | 690   |
| 67   | Geraint Thomas     | 611   |
| 87   | Mikel Nieve        | 427   |
| 116  | Luke Rowe          | 263   |
| 153  | Danny van Poppel   | 151   |
| 162  | Ian Boswell        | 129   |
| 169  | Tao Geoghegan Hart | 120   |
| 173  | Peter Kennaugh     | 113   |
| 183  | Diego Rosa         | 101   |
| 259  | Sebastián Henao    | 52    |
| 261  | Vasil' Kiryenka    | 51    |
| 270  | Jonathan Dibben    | 45    |
| 288  | David López García | 37    |
| 323  | Ian Stannard       | 24    |
| 333  | Philippe Deignan   | 23    |
| 342  | Michał Gołaś       | 21    |
| 344  | Salvatore Puccio   | 20    |
| 351  | Kenny Elissonde    | 17    |
| 374  | Michal Kwiatkowski | 11    |
| 391  | Owain Doull        | 8     |
| 412  | Christian Knees    | 5     |

Squadra
Il Team Sky ha chiuso in prima posizione con 12 806 punti.